# Rio Cabuçu de Cima
Rio Cabuçu de Cima är ett vattendrag i Brasilien.   Det ligger i delstaten São Paulo, i den sydöstra delen av landet, 900 km söder om huvudstaden Brasília.
Runt Rio Cabuçu de Cima är det i huvudsak tätbebyggt. Runt Rio Cabuçu de Cima är det mycket tätbefolkat, med 4 188 invånare per kvadratkilometer.